# Manio Acilio Aviola
Manio Acilio Aviola (en latín, Manius Acilius Aviola) fue un senador romano del siglo I, que desarrolló su cursus honorum bajo las dinastías Julio-Claudia y Flavia, falleciendo en el año 97 con una avanzada edad.

## Carrera
Bajo Claudio, en el año 54, fue nombrado consul ordinarius. Entre los años 65-66, bajo Nerón, fue nombrado procónsul de la provincia romana de Asia.
Aviola consiguió sobrevivir al turbulento año de los cuatro emperadores, para volver a prestar sus servicios bajo Vespasiano como curator aquarum, encargado de supervisar el funcionamiento de la red de acueductos que suministraba agua potable a Roma, cargo que ocupó hasta su fallecimiento.

## Matrimonio y descendencia
Su esposa fue Edia Servilia, hija del Marco Servilio Noniano, consul ordinarius en el año 35. Su hijo Manio Acilio Aviola fue consul suffectus en el año 82, bajo Domiciano, y nieto Manio Acilio Aviola fue consul ordinarius en el año 122, bajo el imperio de Adriano.